# Bulbophyllum diplantherum
Bulbophyllum diplantherum là một loài phong lan thuộc chi Bulbophyllum.